# Dasyophthalma geraensis
Dasyophthalma geraensis é uma borboleta neotropical da família Nymphalidae, subfamília Satyrinae e tribo Brassolini, nativa do Brasil (Minas Gerais, Espírito Santo, Rio de Janeiro e São Paulo). Vista por cima, assemelha-se mais à espécie Dasyophthalma rusina que às duas outras espécies do gênero Dasyophthalma (D. creusa e D. vertebralis, que não apresentam reflexos em azul). Enquanto que em D. rusina a faixa clara nas asas posteriores se estreita, em D. geraensis ela é ligeiramente mais larga até a margem final, além de haver áreas de iridescência azul menores do que em D. rusina. Apresentam leve dimorfismo sexual.[carece de fontes?]

## Hábitos
Adultos (como visto em D. creusa e D. rusina) alimentam-se de frutos caídos, em fermentação, no solo das florestas. Normalmente Brassolini são ativos ao amanhecer e entardecer, voando ocasionalmente durante o dia. No entanto as borboletas do gênero Dasyophthalma são ativas durante o dia, especialmente nas primeiras horas da tarde.

## Extinção
D. geraensis é uma espécie de floresta tropical de altitude, até 1.200 metros; atualmente listada como ameaçada de extinção, constando na lista de espécies brasileiras ameaçadas.